# Albanezen in Servië
Albanezen in Servië (Albanees: Shqiptarët në Serbi; Servisch: Албанци у Србији, geromaniseerd: Albanci u Srbiji) zijn een officieel erkende etnische minderheid die in het huidige Servië leeft (exclusief Kosovo). In twee zuidelijke gemeenten, Preševo (Albanees: Presheva) en Bujanovac (Bujanoc), vormen Albanezen zelfs de meerderheid van de bevolking, terwijl er een aanzienlijke minderheid van Albanezen in Medveđa (Medvegjë) woont. 

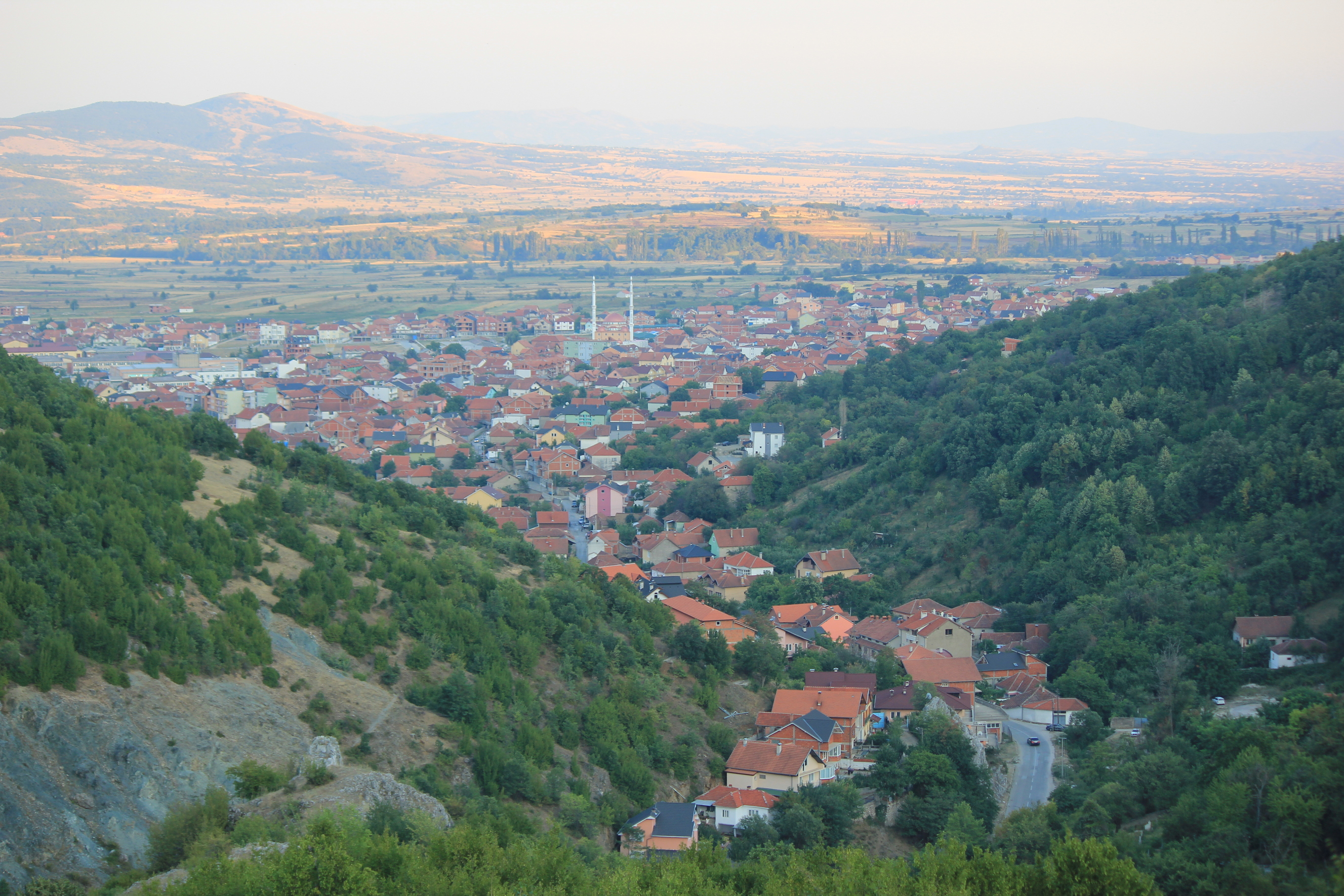
Preševo, de plaats met de grootste Albanese gemeenschap in Servië

## Verspreiding
In de volkstelling, die in 2002 werd gehouden, beweerden 61.647 personen Albanees te zijn, hetgeen ongeveer 0,82 % van de toenmalige Servische bevolking was. Volgens de volkstelling van 2002 vormden etnische Albanezen 89,10% van de bevolking van Preševo, 54,69% van Bujanovac en 26,17% van Medveđa. Deze drie gemeenten hebben een oppervlakte van 1249 km² en liggen op het drielandenpunt met Noord-Macedonië en Kosovo en worden de Preševo-vallei (Albanees: Lugina e Preshevës) genoemd.
De meeste Albanezen hebben de volkstelling van 2011 geboycot, wat ertoe leidde dat slechts 5.809 etnische Albanezen in Servië werden geregistreerd. Voor het uitbreken van de Kosovo-oorlog woonden 4.985 Albanezen in Belgrado, terwijl aantal in 2011 is gedaald tot 1.252 personen.
| Embleem Amblem Stemë              | Gemeente Opština Komunë           | Oppervlakte km² | Nederzettingen Naselja Vendbanime | Bevolking (2002) | Bevolking (2002) | Bevolking (2002) | Burgemeester Gradonačelnik Kryetar/e |
| Embleem Amblem Stemë              | Gemeente Opština Komunë           | Oppervlakte km² | Nederzettingen Naselja Vendbanime | Bevolking        | Albanezen        | %                | Burgemeester Gradonačelnik Kryetar/e |
| --------------------------------- | --------------------------------- | --------------- | --------------------------------- | ---------------- | ---------------- | ---------------- | ------------------------------------ |
|                                   | Preševo Preshevë                  | 264 km²         | 35                                | 34.904           | 31.098           | 89,10%           | Shqiprim Arifi (APN)                 |
|                                   | Bujanovac Bujanoc                 | 461 km²         | 59                                | 43.302           | 23.681           | 54,69%           | Shaip Kamberi (PVD)                  |
|                                   | Medveđa Medvegjë                  | 524 km²         | 44                                | 10.760           | 2.816            | 26,17%           | Nebojša Arsić (SNS)                  |
| Preševo-vallei Lugina e Preshevës | Preševo-vallei Lugina e Preshevës | 1.249 km²       | 138                               | 88.966           | 57.595           | 64,74%           | -                                    |

## Cultuur

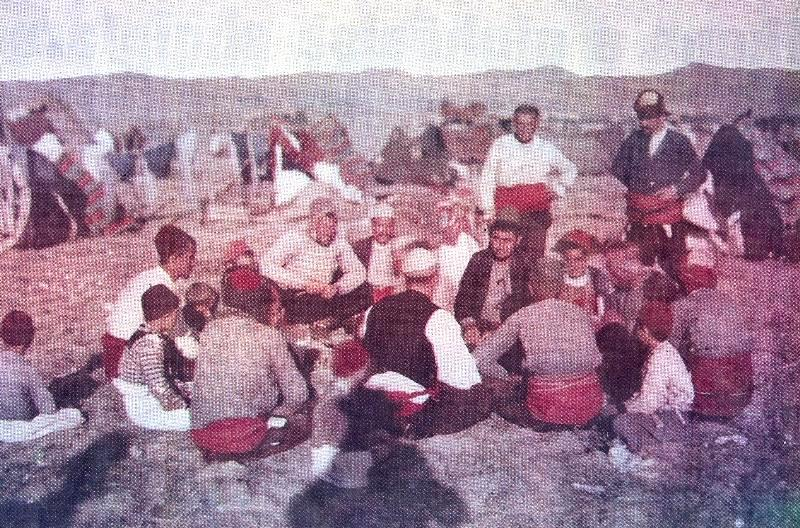
Albanezen uit Servië in Thessaloniki

De Albanezen in Servië spreken het Gegisch dialect van het Albanees en de meerderheid is soennitisch. De culturele banden met Albanië, Kosovo en Noord-Macedonië zijn zeer nauw. Vooraanstaande Albanese politici bezoeken regelmatig de Preševo-vallei.
Er is een kleine gemeenschap van Albanezen in de Sandžak, die in dorpen als Boroštica, Doliće en Ugao woont. De afgelopen decennia zijn deze dorpen gedeeltelijk geassimileerd in de Slavische gemeenschap, als gevolg van gemengde huwelijken met de omringende Bosnische bevolking. De inwoners in deze regio hebben ervoor gekozen om zichzelf in de volkstellingen als "moslims" en "Bosniërs" aan te geven in plaats van als Albanezen om problemen te vermijden. Desalniettemin spreken de ouderen in deze dorpen nog steeds vloeiend Albanees.

### Religie
Volgens de volkstelling van 2011 identificeerde 71,1% van de Albanezen in Servië zichzelf als moslim, gevolgd door katholieken (16,8%) en orthodoxe christenen (2,6%). De rest van de Albanezen verklaarde geen religieuze overtuiging te hebben of had een andere religie (9,5%)